# Sally Scraggs: Housemaid
Sally Scraggs: Housemaid è un cortometraggio muto del 1913 diretto e interpretato da Robert Z. Leonard. La protagonista femminile era Margarita Fischer. Nel ruolo del maggiordomo, non accreditato, appare 'Snub' Pollard, qui al suo esordio cinematografico.

## Trama
Doris Lowrey è una famosa romanziera. Per documentarsi sul suo nuovo lavoro che racconta di una domestica, decide di provare a vivere come una donna di quella condizione e si fa assumere in una modesta pensione con il nome di Sally Scraggs. Uno dei pensionanti, Frank Norcross, la protegge dalle sgradite attenzioni di un giovane impiegato e lei, con sorpresa, scopre che anche Frank è uno scrittore. Povero e alle prime armi, quando il suo romanzo viene accettato da una casa editrice l'uomo si vergogna di doversi presentare al colloquio con l'editore con le scarpe bucate. Doris, allora, gli dà un anello che, impegnato, gli permetterà di comperarsi delle nuove calzature. Il libro esce ottenendo una buona accoglienza. Frank, preso dal vortice del successo che lo travolge, dimentica presto la povera domestica che lo ha aiutato. Doris, delusa, lascia quel lavoro e ritorna a casa, dove finisce anche lei il suo romanzo. 
Un giorno, Frank trova per caso un biglietto di San Valentino che gli aveva dato la supposta Sally Scraggs. Al suo ricordo, si pente del proprio comportamento e si mette a cercarla, senza però riuscire a rintracciarla. Doris vede una sua inserzione pubblicata sul giornale e gli telefona, fissando un appuntamento. Poi indossa il vecchio vestito che aveva quando si faceva chiamare Sally Scraggs e si presenta a Frank. Quando però lui, dopo averle restituito l'anello, le chiede di sposarlo, lei rifiuta sdegnosamente e lo manda via. Dopo essersi messa un abito molto elegante, Doris si reca al casa di Frank, presentando al valletto che le apre il suo biglietto da visita. Pur se Frank rifiuta di vederla, lei gli giunge alle spalle e gli mette sotto il naso la copertina del libro sulla domestica, facendogli così capire la sua vera identità.

## Produzione
Il film fu prodotto dalla Rex Motion Picture Company.

## Distribuzione
Distribuito dall'Universal Film Manufacturing Company, il film uscì nelle sale cinematografiche statunitensi il 14 agosto 1913. Copia della pellicola viene conservata in una collezione privata .